# Západoněmecká ženská hokejová reprezentace
Západoněmecká ženská hokejová reprezentace byl výběr nejlepších hráček ledního hokeje ze Západního Německa. Vznikla v roce 1988 a zúčastnila se prvního mistrovství Evropy a prvního mistrovství světa. V roce 1990 zanikla a jejím nástupcem se stala Německá ženská hokejová reprezentace

## Mezinárodní soutěže

### Mistrovství světa
Na mistrovství světa startovalo Západní Německo v roce 1990.
| MS   | Místo konání    | M | U  | D | UD |
| ---- | --------------- | - | -- | - | -- |
| 1990 | Kanada (Ottawa) | — | 7. | A | —  |

### Mistrovství Evropy
Na mistrovství Evropy startovalo Západní Německo v roce 1989 a získalo bronzovou medaili.
| MS   | Místo konání                           | M                | U  |
| ---- | -------------------------------------- | ---------------- | -- |
| 1989 | Západní Německo (Ratingen, Düsseldorf) | Bronzová medaile | 3. |